# Stereo (software)
Stereo je proprietární ekonomický software pro zpracování podvojného účetnictví i daňové evidence pro MS Windows, zacílený na malé a střední podniky. Produkt společnosti KASTNER software z Kostelce na Hané patří mezi nejprodávanější a nejpoužívanější ve své kategorii v Česku; jeho distribuci i podporu zajišťuje sám výrobce (na Slovensku byl program nabízen pouze krátkou dobu společností ValSoft s.r.o.).